# Balıkesirspor
Balıkesirspor, met stamnummer 000137, is een voetbalclub opgericht in 1966 te Balıkesir, Turkije. De clubkleuren zijn rood en wit, en de thuisbasis van de voetbalafdeling is het Balıkesir Atatürk Stadion. De club kent een rivaliteit met provinciegenoot Bandırmaspor.

Balıkesir ligt in de Marmararegio.

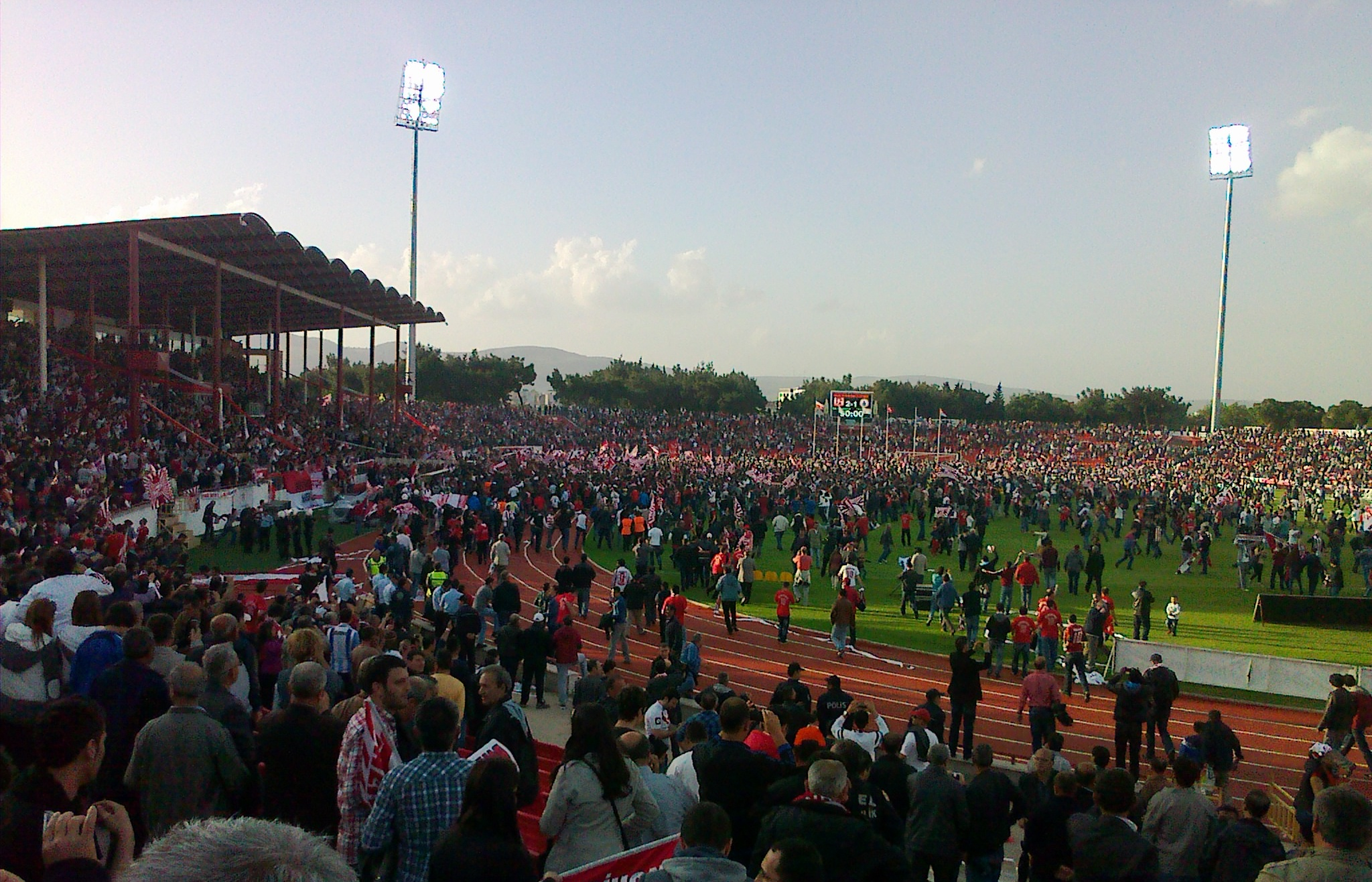
Seizoen 2013-14: Balıkesirspor viert de promotie naar de Süper Lig.

## Geschiedenis

### Oprichting
Balikesirspor is opgericht in 1966 bij een fusie van İdmanbirliği, İdmangücü en İdmanyurdu. De club mocht in zijn eerste jaren meteen uitkomen in de tweede hoogste divisie van het land. In het seizoen 1974-1975 promoveerde de club naar het allerhoogste niveau. Het team eindigde onderaan met een zestiende plek; degradatie was het gevolg. In 1992 promoveerde de club weer naar de tweede hoogste divisie van het land. In 1997 degradeerde de club voor de tweede maal van deze divisie. Uiteindelijk in 2001 degradeerde Balikesirspor ook van de 3. Lig (nu:Spor Toto 2. Lig) en omdat er toen maar drie nationale divisies waren volgde het amateurniveau. In het seizoen 2005-2006 promoveerde de club terug, deze keer naar de 3. Lig (Spor Toto 3. Lig).  In het seizoen 2009-2010 promoveerde de club naar de Spor Toto 2. Lig. 

### 2010-2015
In het seizoen 2011-2012 werd de club tweede in de competitie en mocht ze daardoor play-offs spelen om naar de TFF 1. Lig te promoveren. In de kwartfinale verloor de club van Adana Demirspor, dat wel wist te promoveren. In het seizoen 2012-13 werd de club eerste van de 2. Lig Witte Groep en promoveerde naar de TFF 1. Lig. Na de promotie naar TFF 1. Lig wist de club voor het tweede maal sinds de oprichting ook te promoveren naar de Süper Lig. Balıkesirspor eindigde de competitie op een tweede plaats met 73 punten. Ook hun tweede periode in de hoogste divisie van het land duurde niet lang. In het seizoen 2014/2015 werd Balıkesirspor laatste met een achttiende plaats en degradeerde naar de TFF 1. Lig.

### Gespeelde divisies
- Süper Lig: 1975-1976, 2014-2015
- TFF 1. Lig: 1967-1975, 1976-1986, 1992-1997, 2013-2014, 2015-
- Spor Toto 2. Lig: 1986-1992, 1997-2001, 2010-2013
- Spor Toto 3. Lig: 2006-2010
- Amateurreeksen: 2001-2006a

aNB: Tot 2002 was de 3. Lig het derde niveau, waarna het amateurniveau volgde. Vanaf 2002 vormt de 3. Lig het vierde niveau, de 2. Lig het derde, de 1. Lig het tweede en de Süper Lig het hoogste niveau.

## Bekende (ex-)spelers
Turken
- Olcan Adın
- Osman Arpacıoğlu
- Emre Aşık
- Egemen Korkmaz
- Okan Alkan
- Recep Biler
- Abdurrahman Dereli
- Gökhan Ünal
- Sercan Yıldırım

Albanezen
- Valdet Rama

Bosniërs
- Kenan Hasagić
- Ermin Zec

Brazilianen
- Alanzinho

Ghanezen
- Richard Kingson

Kroaten
- Josip Tadić

Nederlanders
- Género Zeefuik

Nigerianen
- Isaac Promise

Venezolanen
- Ronald Vargas